# Brigitte Buck
Brigitte Buck (* 25. September 1964 in Langenau) ist eine ehemalige deutsche Leichtathletin, die sich auf das Gehen spezialisiert hatte.

## Sportliche Karriere
Brigitte Buck begann beim FC Langenau und war dann bei der LG Mainburg/Niederaichbach. Später trat sie für die LSG Aalen und für den SSV Ulm 1846 an.
Buck war bei den Deutschen Meisterschaften 1983 Zweite im 5-Kilometer-Gehen hinter Ingrid Adam. 1990 war sie Zweite im 5000-Meter Gehen hinter Andrea Brückmann. Auch über 10 Kilometer war sie zweimal Zweite: 1987 hinter Cathrin Rudolph und 1990 hinter Renate Warz. Von 1987 bis 1989 siegten Brigitte Buck, Renate Warz und Gabi Daffner in der Mannschaftswertung im 10-Km-Gehen. 1990 gab es bei nur einer teilnehmenden Mannschaft, nämlich Warz, Buck und Daffner, keine offizielle Meisterschaftswertung.
Brigitte Buck trat zwischen 1981 und 1990 bei 17 Wettkämpfen im Nationaltrikot an.